# Geopost
Geopost — международная служба экспресс-доставки, работающая под торговыми марками DPD, Chronopost, Seur, BRT в Европе, Бразилии и нескольких других странах. Принадлежит французской национальной почтовой службе La Poste.

## История
История бренда DPD началась в 1976 году, когда в Ашаффенбурге (Германия) была основана компания Deutscher Paketdienst; её учредителями были 8 немецких компаний по доставке грузов. В первый год работы было доставлено более 1,4 млн посылок, а к 1980 году этот показатель вырос до 7 млн.
В 1985 году французский почтовый оператор La Poste учредил дочернюю компанию по экспресс-доставке посылок Chronopost, а в 1999 году была создана дочерняя компания GeoPost. В 2001 году GeoPost приобрела Deutscher Paketdienst, объединив её с приобретенными в 2000 году компаниями Parceline (Великобритания) и Interlink (Ирландия). В 2004 году была куплена 40-процентная доля в испанской компании Seur Internacional, в 2018 году доля была увеличена до 94 %. В результате ребрендинга в 2008 году аббревиатура DPD стала расшифровывается как Dynamic Parcel Distribution.
В 2014 году были поглощены польская компания Siódemka и британская wnDirect. В 2015 году все компании в сфере экспресс-доставки были объединены под названием DPDgroup.
В марте 2023 года DPDgroup и GeoPost были объединены под названием Geopost.

## Деятельность
Холдинг Geopost работает на рынке доставки посылок и экспресс-доставки в 50 странах мира под такими брендами, как DPD, Chronopost, Seur, BRT, Lenton, Speedy, Jadlog. В сутки доставляется в среднем 8 млн посылок.
В ряде стран Geopost работает через компании-пантнёров:
- PostNord[англ.] — Дания, Финляндия, Норвегия, Швеция;
- DTDC[англ.] — Индия (в ней имеет долю 42 %);
- Ninja Van[англ.] — Индонезия, Таиланд, Вьетнам, Сингапур, Мьянма, Малайзия и Филиппины (доля 36,6 %);
- Lenton — КНР (доля 65 %);
- Yurtiçi Kargo[тур.] — Турция (доля 25 %);
- Bosta — Египет (доля 20 %);
- Нова пошта — Украина.

### В России
В России DPD представлена объединением компаний ЗАО «Армадилло» и АО «Армадилло Бизнес Посылка», с 23 августа 2018 года — АО «ДПД». Акционерами российской компании были GeoPost (50 %) и Yurtici Kargo (50 %). С 2008 года работает под брендом DPD.
С 2013 года DPD развивает сеть партнерских пунктов Pickup с самым большим географическим покрытием в РФ.
DPDgroup ежегодно проводит исследование предпочтений онлайн-покупателей E-shopper barometer с участием российских респондентов.
В 2017 году было объявлено о слиянии DPD и SPSR Express. Компания оказывает услуги для всех сегментов рынка: для B2C, B2B, а также С2С.
В 2019 году DPD закончила тестирование сервиса Predict, благодаря которому миллионам российских онлайн-покупателей доступна доставка в двухчасовой интервал.
За 2020 год DPD в России перевезла более 50 миллионов посылок и полмиллиарда килограмм. Взрывной рост был во многом обусловлен усилением позиций в e-commerce
В 2021 году DPD вышла в Арктику: впервые открыт круглогодичный маршрут по Северному морскому пути. На первом рейсе через Северный Ледовитый океан доставлено более 3,5 тонн груза.
В марте 2022 года компания запустила официальный Telegram-канал
В мае 2022 года компания GeoPost объявила, что готовится передать российский бизнес DPD в России местному партнёру. Однако вскоре компания опровергла эту информацию, заявив, что намерена продолжать работу в России.
Выручка «ДПД РУС» в 2022 году составила 14,88 млрд рублей, чистая прибыль — 99 млн рублей.